# (2309) Mr. Spock
(2309) Mr. Spock ist ein Asteroid des Asteroiden-Hauptgürtels, der am 16. August 1971 von James B. Gibson entdeckt wurde.

## Eigenschaften
Mr. Spock bewegt sich in einem Abstand von 2,7451 (Perihel) bis 3,2790 (Aphel) astronomischen Einheiten in rund 5,23 Jahren um die Sonne. Die Bahn ist 10,985° gegen die Ekliptik geneigt, die Bahnexzentrizität beträgt 0,0886.
Mr. Spock hat einen mittleren Durchmesser von etwa 21 Kilometern und seine Albedo wird auf 0,1177 geschätzt.
Der Asteroid gehört zur Eos-Familie, einer Gruppe von Asteroiden, welche typischerweise große Halbachsen von 2,95 bis 3,1 AE aufweisen, nach innen begrenzt von der Kirkwoodlücke der 7:3-Resonanz mit Jupiter, sowie Bahnneigungen zwischen 8° und 12°. Die Gruppe ist nach dem Asteroiden (221) Eos benannt. Es wird vermutet, dass die Familie vor mehr als einer Milliarde Jahren durch eine Kollision entstanden ist.

## Namensgebung
Der Asteroid erhielt seinen Namen 1985 nach der Katze des Entdeckers, die wiederum nach dem Star-Trek-Charakter Mr. Spock benannt war. Die Benennung führte dazu, dass die Internationale Astronomische Union, die die Namensgebung von Himmelskörpern autorisiert, einen Passus in ihre Regeln für die Benennung von Asteroiden aufnahm, dass Haustiernamen nicht mehr erwünscht sind.